# Bühnentechnik
Bühnentechnik bezeichnet die Ausstattung von Bühnen mit technischen Geräten und Vorrichtungen (siehe auch Bühnenmaschinerie).
Als Bühnentechnik (oder Bühnentechniker) bezeichnet man auch die Berufsgruppe der auf der Bühne nicht künstlerisch tätigen Personen.

## Allgemein
Die Bühnentechnik unterliegt besonderen Sicherheitsanforderungen und -bestimmungen sowie umfangreichen gesetzlichen Prüfungsvorschriften. Ein Teil der Bühnentechnik stellt auch das so genannte Rampenlicht dar. Man unterscheidet auf Bühnen zwischen der Obermaschinerie, der Untermaschinerie und dem Bühnenboden.
Die Obermaschinerie bezeichnet z. B. Beleuchterbrücken, Züge für Prospekt- oder Beleuchterstangen und Deckensegel oder Drehstafetten.
Das Bühnenportal kann beweglich sein, um die größte Vorhangöffnung von Fall zu Fall zu reduzieren. Die verschiebbaren Portal-Seitenblenden können als begehbare Beleuchtertürme ausgebildet werden. In diesem Fall werden sie von einem beidseitig automatisch ausziehbaren und in der Höhe verstellbaren Architrav verbunden, in dem die erste Lichtgasse eingebaut ist. Über dem Portal sollte eine über die ganze Bühnenbreite laufende Beleuchterbrücke angeordnet sein, zu der senkrecht zwei Beleuchtungsbrücken auf halber Bühnenhaushöhe an den Seitenwänden entlanglaufen, so dass das Spielfeld frontal und von beiden Seiten her mit Scheinwerfern bestrichen werden kann. Die Brückenscheinwerfer sind heute auf Rollarmen montiert und können auf Laufschienen bequem in die jeweils gewünschte Lage verschoben bzw. mit einer Fernbedienung motorisiert bewegt werden. An den seitlichen Bühnenwänden ziehen sich evtl. Arbeitsgalerien und Vorrichtungen zu doppelseitig geführten Gegengewichts-Hochzügen für die Bedienung der Lichtgassen bzw. zum Einhängen und Hochziehen von Dekorationen entlang.
Der Bühnenprospekt ist die hintere Begrenzung des Bühnenraums. Ein Rundhorizont, nach „italienischer Art“ eingerichtet, besteht aus 3 Teilen: einem beidseitig
abgebogenen Hintergrund und 2 geraden Seitenanschlüssen. Dies kann, je nach Bedarf, als Vollhorizont oder als Teilhorizont eingerichtet und benutzt werden. Mit an der Rückwand eingerichteten Panoramazügen, können die Seitenschänkel des Rundhorizontes aufgehängt und nach Bedarf hochgezogen werden. Bei einem nicht gebogenen Hintergrund spricht man von einem Bühnenprospekt. Dieser wird zunehmend auch als Projektionsfläche für Einblendungen genutzt.
Der Bühnenboden ist die Darstellungsfläche. Im eigentlichen Sinn sind dies die Bretter, die die Welt bedeuten (sollen). Dieser Boden kann aus mobilen Elementen bestehen oder fest eingebaut sein. Hier wird meist Schwarzkieferholz mit einer Stärke von 40 mm und einem entsprechenden trittschallgedämpften Untergrund verwendet. Im barocken Theater stieg dieser Boden zur Verstärkung der Perspektivwirkungen nach hinten an. Diese Bühnenschräge, auch Bühnenfall genannt, hatte eine Neigung von ca. 1,5 cm bis 4 cm auf einem Meter. Shakespeare spielte oft mit diesem „Boden“, indem er ihn auf der Bühne nochmals in klein bei einem Spiel im Spiel reproduzierte.
Die Untermaschinerie befindet sich unter dem Bühnenboden und kann z. B. Hubbühnen oder Drehscheiben beinhalten.
Zusätzliche Bereiche und Unterteilungen sind evtl. die Vorbühne als flexibler Teil des Bühnenbodens, der Orchestergraben, die Seitenbühne und die Hinterbühne. Durch die neuen Tontechniken zeichnet sich eine Entwicklung weg vom Orchestergraben ab.
Zur Bühnentechnik gehört auch der Hauptvorhang. Der Hauptvorhang an Theatern ist meist aufwändig und dekorativ gearbeitet. Es gibt verschiedene Öffnungsvarianten, zum Beispiel die deutsche, die italienische oder griechische Öffnung und verschiedene technische Systeme. Vor dem Hauptvorhang läuft der Eiserne Vorhang, der Bühnenhaus und Zuschauerraum vor und nach der Aufführung trennt. Bei einem Brand wird er sofort herabgelassen, um den Bühnenraum vom Zuschauerbereich feuer- und rauchhemmend zu trennen. Dabei gibt es unterschiedliche Bewegungsarten des Eisernen Vorhangs. Die Regel ist die vertikale Fahrt von oben nach unten. Eine weitere Methode ist die Bewegung von unten nach oben, oder zweiteilig von oben und unten kommend. In einzelnen Häusern wird der Eiserne Vorhang auch seitlich eingefahren.
Die Sicherheitsvorschriften für die Bühnentechnik in Deutschland finden sich neben regionalen Auflagen in der Versammlungsstättenverordnung und in der Berufsgenossenschaftlichen Vorschrift C1. Auf Bühnen gelten ebenfalls Sicherheitsvorschriften des Baugewerbes, was zu Überschneidungen führt. So muss z. B. bei einem Punktzug das Seil nach Bühnennorm auf das Zwölffache der Belastbarkeit geprüft sein, während die Aufhängung als Bestandteil der Decke der Baunorm mit wesentlich weniger strengeren Vorschriften unterliegt. Sämtliche Textilien und Folien müssen auf Brandverhalten, Qualmverhalten sowie bei Kunststoffen auf Tropfverhalten geprüft sein und in der Regel 'nicht brennbar', beziehungsweise 'schwer entflammbar' oder 'selbstverlöschend' sein. Diese Richtlinien gelten auch für sämtliche
Oberflächenüberzüge wie Lacke, Farben und Firnise.

## Obermaschinerie

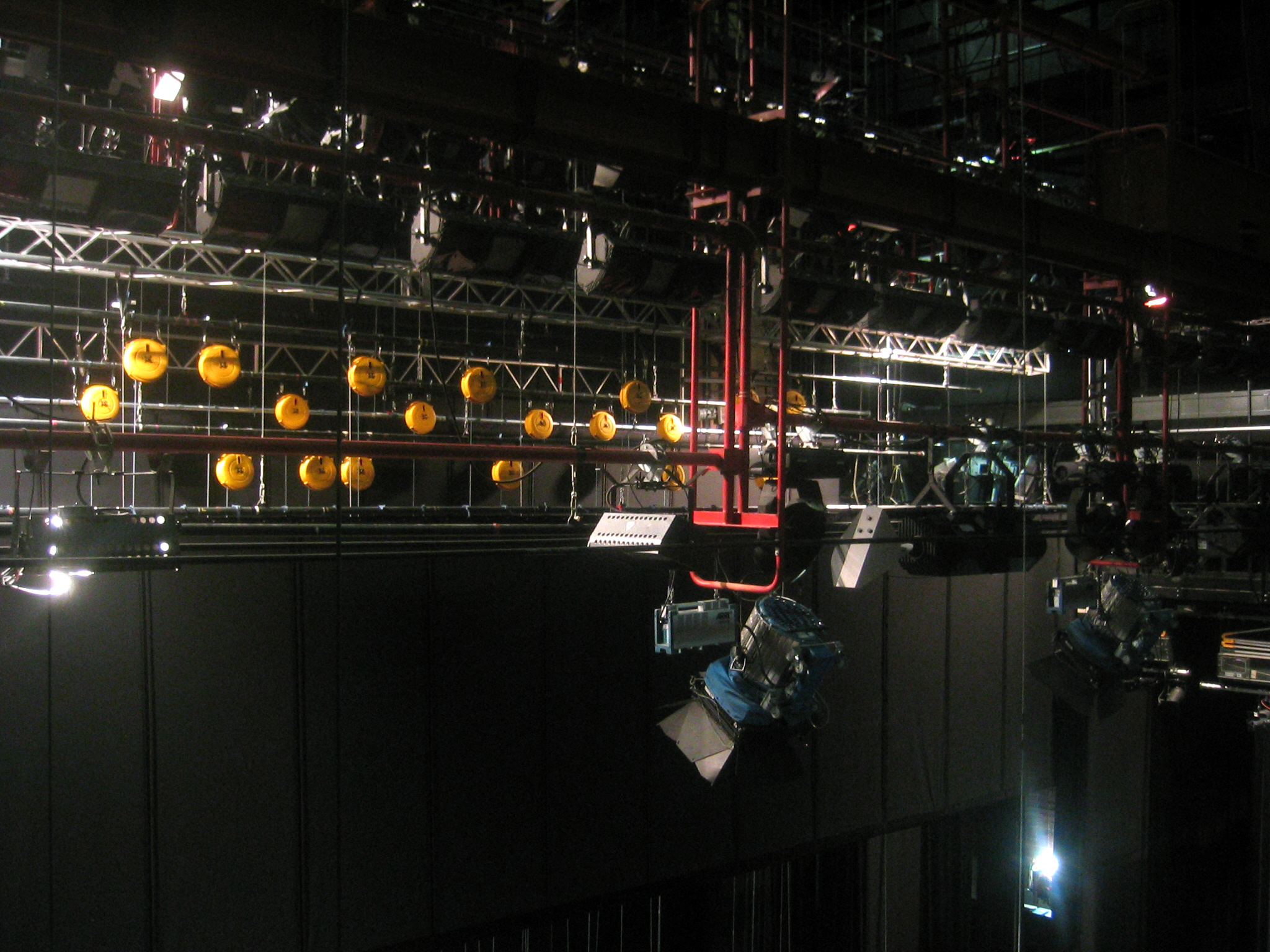
Oberlichter im Schnürboden des Nationaltheaters Mannheim

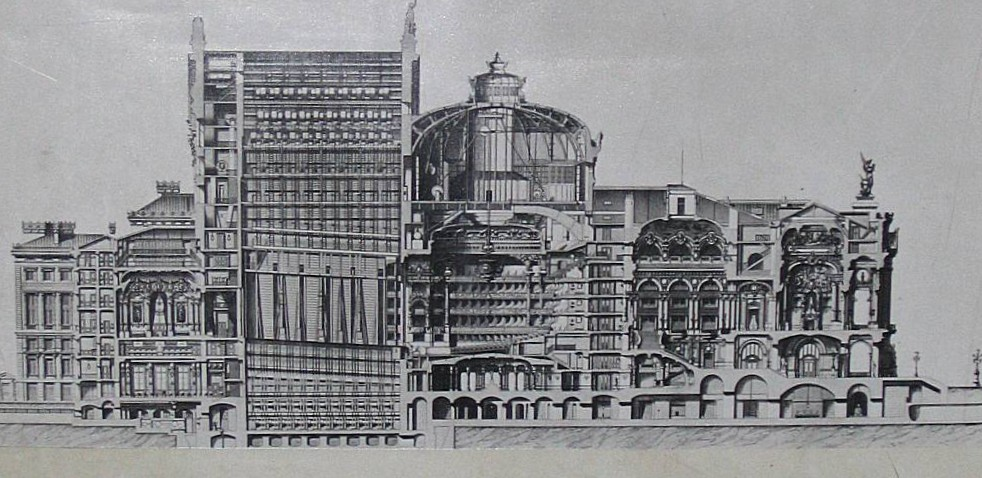
Zeichnung der Opéra Garnier in Paris (Längsschnitt)

Bühnentechnische Einrichtungen, die sich über dem Bühnenboden befinden, bezeichnet man als Obermaschinerie.

### Theaterzüge
Für den schnellen Wechsel von Dekorationen ist ein Bühnenhaus (Bühnenturm) meist doppelt so hoch wie die sichtbare Höhe des Bühnenraums. Dies ermöglicht das Wegziehen ganzer Kulissenteile, Vorhänge, Soffitten oder Prospekte nach oben in Richtung des Schnürbodens. Dazu sind im Schnürboden Zugvorrichtungen, die sogenannten Züge, montiert. Am häufigsten sind Prospektzüge anzutreffen, bei denen die Bühnenteile an sogenannten Zugstangen, die fast die gesamte Breite der Bühne einnehmen, aufgehängt sind. Die Seile werden über Rollen im Schnürboden in der Deckenkonstruktion des Bühnenhauses auf die Seite geführt und entweder mit einem Gegengewicht gekontert und manuell (Handkonterzug) bewegt oder durch Motoren, heute auch häufig von Computern gesteuert, angetrieben.
Spezielle Züge:
- Punktzüge bestehen nur aus einem einzigen Seil und sind zum Bewegen kleinerer Teile gedacht. In Kombination benötigt man sie, um Teile zu bewegen, die Aufhängungen in unterschiedlicher Bühnentiefe benötigen.
- Oberlichter sind erweiterte Zugstangen, an denen zahlreiche Scheinwerfer und Leuchtstofflampen fest montiert sind, die zum Grundlicht der Bühne wesentlich beitragen.
- Panoramazüge sind Züge, die eine U-förmig die gesamte Bühne umspannende Zugstange tragen, die einen Hintergrund (Panorama) trägt.

### Portal
Das Portal (Proszeniumsöffnung) bildet optisch den vorderen Abschluss einer Bühne in Richtung Zuschauerraum.
Aus Sicht des Zuschauers besteht es im Wesentlichen aus einem schwarzen Rahmen, der die Sicht auf die Bühne nach oben und zu den Bühnenseiten hin eingrenzt. Technisch besteht das Portal aus der Portalbrücke und den Portaltürmen. Brücke und Türme enthalten verdeckte Hängemöglichkeiten für Scheinwerfer, Lautsprecher und Vorhänge. Die technische Ausführung unterscheidet sich von Theater zu Theater je nach dessen Größe, gängig sind aber folgende Merkmale:
- Höhenverstellbarkeit der Portalbrücke
- Seitenverstellbarkeit der Portaltürme
- Eine begehbare Beleuchtungsgalerie verdeckt hinter der Brücke, die zum Teil auch mehrgeschossig ausgeführt ist
- Begehbare Plattformen zum Einstellen von Scheinwerfern in den Portaltürmen

## Untermaschinerie

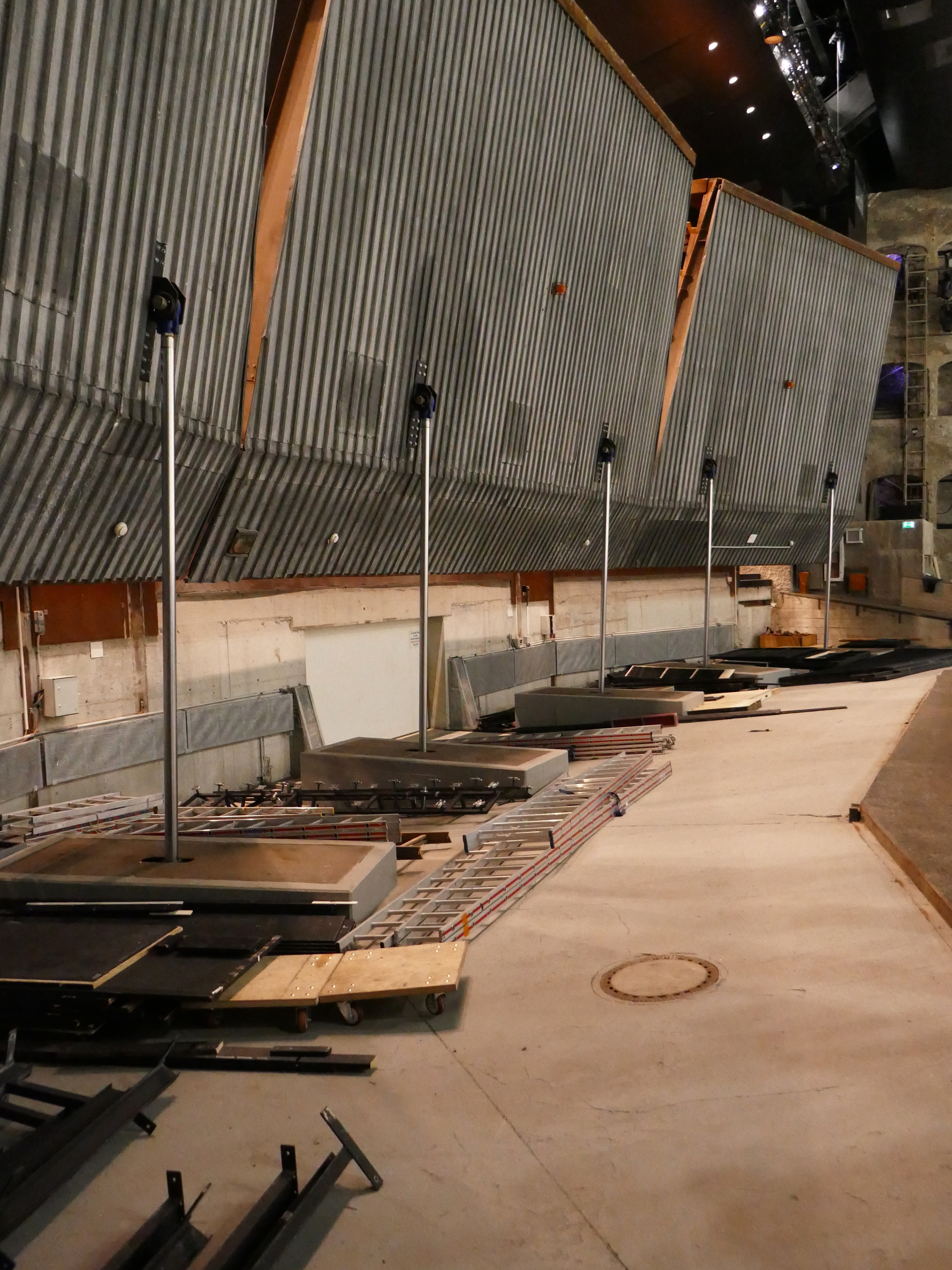
Bühnentechnik Felsenreitschule, Spielstätten der Salzburger Festspiele.

Auch unter dem Bühnenboden ist in größeren Theatern ein erheblicher Raum vorhanden, in dem Einrichtungen untergebracht werden können, um Kulissenteile oder Darsteller von unten auftreten zu lassen. Dieser Raum wird Untermaschinerie genannt.

### Hubpodien
Viele der größeren Theater verfügen über große Hubpodien, mit denen ganze Bühnenbilder auftauchen und verschwinden können. Die Podien erstrecken sich meist über die gesamte Breite der Bühnenfläche. Ihre Tiefe kann variieren, die Podien sind jedoch meist deutlich breiter als tief, so dass jeweils ein Streifen der Bühnen nach oben und unten verfahren werden kann. Wenn mehrere dieser Podien hintereinander angeordnet sind, kann durch das Anfahren von unterschiedlichen Höhenständen einfach und schnell eine Stufung der Bühnenfläche erreicht werden. Auch sind so mehrstöckige, bewegliche Bühnenbilder möglich.
Einige der neueren Theater haben die Möglichkeit, ganze Bühnenräume zur Seite und gleichzeitig nach unten zu verschieben, was ermöglicht, bis zu acht ganze Bühnenbilder zu verschieben (z. B. die Opéra Bastille in Paris).
Eine Versenkung ist ein unter einer Klappe angebrachter Hubmechanismus, der das plötzliche Auftauchen von kleineren Bühnenteilen oder von Menschen ermöglicht.

### Bühnenwagen
Zum schnellen Transport eines gesamten Bühnenbildes dienen in vielen Theatern fest eingebaute Bühnenwagen, die oft die gesamte Fläche der Hauptbühne einnehmen. Mit ihnen lässt sich ein komplettes Bühnenbild nach hinten oder zur Seite wegfahren.

### Drehbühne und Drehscheibe
Die Drehbühne oder Drehscheibe ist eine runde, drehbare Bühnenfläche, deren Drehen ebenfalls schnelle, oft optisch reizvolle Wechsel ermöglicht.
Die Unterschiede zwischen den Begriffen Drehbühne und Drehscheibe liegen in der Bauhöhe.

#### Drehscheibe
Eine Drehscheibe besitzt eine relativ flache Bauweise. Sie kann in einen Bühnenwagen eingebaut sein, so dass es möglich ist, die Drehscheibe von der Bühne zu fahren, wenn sie nicht benötigt wird. Es gibt auch mobile Formen von Drehscheiben, die auf eine vorhandene Bühnenfläche aufgelegt werden können.

#### Drehbühne
Im Gegensatz zur Drehscheibe erstreckt sich eine Drehbühne in die Tiefe der Unterbühne. Durch diese hohe Bauweise kann eine Drehbühne auch Hubpodien oder Versenkeinrichtungen aufnehmen, die dann mit gedreht werden. Die Bauformen unterscheiden sich in der Höhe und in der Zahl der enthaltenen Versenkeinrichtungen stark, sie sind unter anderem von den architektonischen Gegebenheiten des jeweiligen Theaters abhängig.
Exemplarisches Beispiel für eine Drehbühne mit eingebauten Hubpodien ist die Drehbühne im Wiener Burgtheater.

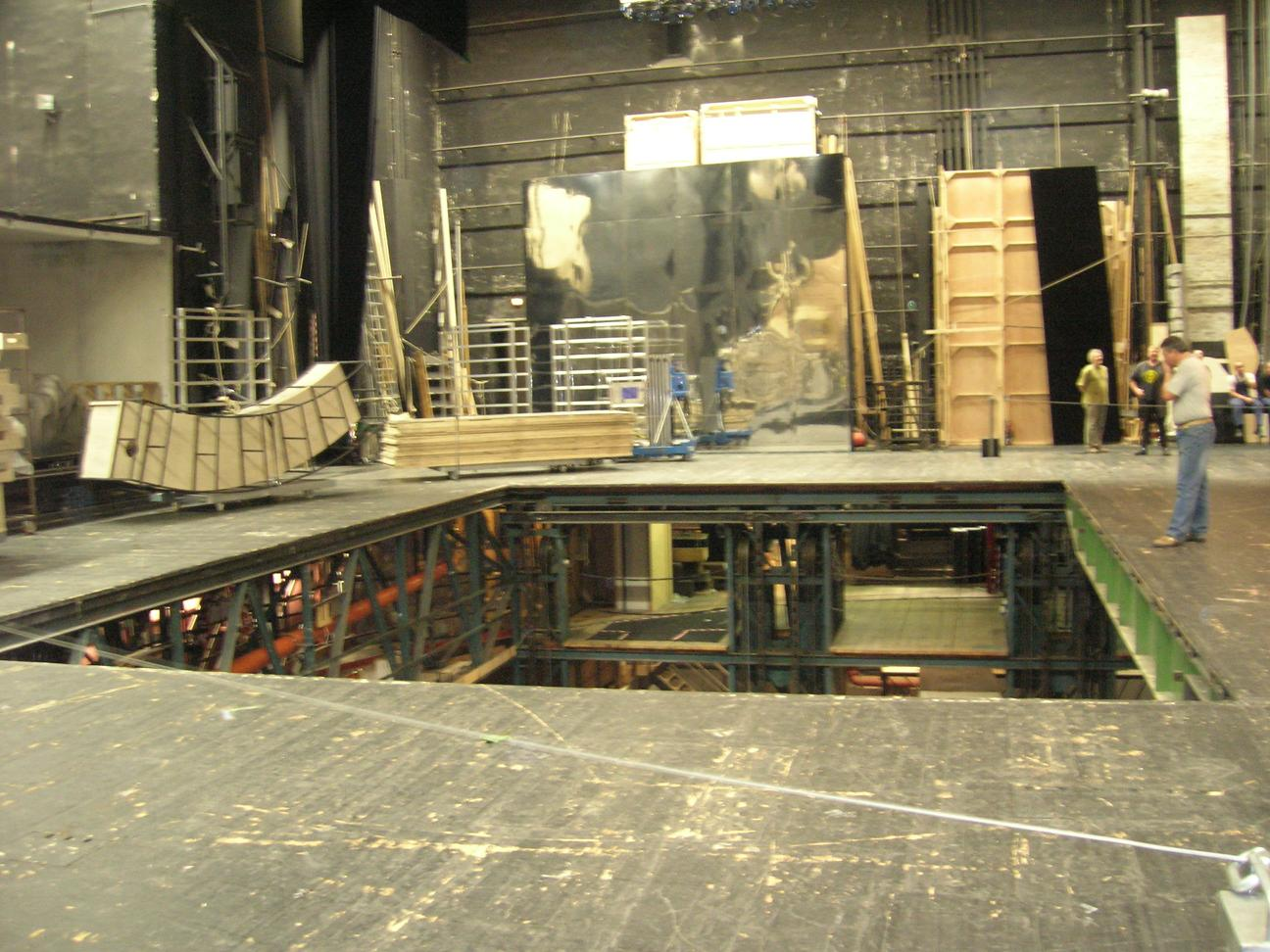
Hubpodium des Wiener Burgtheaters

Eine besondere Form ist die Drehbühne mit zwei Scheiben, der Kern- und der Ringscheibe, die unabhängig voneinander rotieren können. Oft kann der Kernzylinder als Hubpodium herausgefahren werden. Ein Beispiel dafür ist die Drehbühne der Wiener Volksoper.

#### Künstlerische Bedeutung
In modernen Inszenierungen wird manchmal bewusst innerhalb der Szene mit einer Drehung der Bühne gespielt, so dass die Akteure gegenläufig zur Drehrichtung der Bühne laufen, während sich im Hintergrund die dreidimensional gebauten Kulissen und weitere Akteure befinden können.
Die Irritation des Auges ist hierbei erwünschter Nebeneffekt, der z. B. bei Jahrmarktsszenen eingesetzt wird (z. B. La Bohème). Mit langsamerer Drehgeschwindigkeit öffnet sich die Möglichkeit für die Darstellung einer Wanderschaft (z. B. Anatevka, orig. Fiddler on the roof).

## Verantwortlichkeit
Für die Kontrolle und den technischen Ablauf von Veranstaltungen ist der Bühnenmeister verantwortlich. Mitverantwortlich ist der Intendant und der Technische Leiter bzw. Technische Direktor eines Theaters.